# 셰리프 은디아예
셰리프 은디아예(프랑스어: Cherif Ndiaye, 1996년 1월 23일 ~ )는 세네갈의 축구 선수로 현재 세르비아 수페르리가의 츠르베나 즈베즈다에서 활약하고 있다.